# Liste du patrimoine culturel immatériel de l'humanité au Rwanda
Cet article recense les pratiques inscrites au patrimoine culturel immatériel au Rwanda.

## Statistiques
Le Rwanda ratifie la convention pour la sauvegarde du patrimoine culturel immatériel le 21 janvier 2013. La première pratique protégée est inscrite en 2024.
En 2024, le Rwanda compte 1 élément inscrit au patrimoine culturel immatériel, sur la liste représentative.

## Listes

### Liste représentative
L'élément suivant est inscrit sur la liste représentative du patrimoine culturel immatériel de l'humanité.
| Élément | Type                                                                | Subdivision | Année | Lien  | Notes | Illus. |
| ------- | ------------------------------------------------------------------- | ----------- | ----- | ----- | ----- | ------ |
| Intore  | arts du spectacle pratiques sociales, rituels et événements festifs |             | 2024  | 02129 |       |        |

### Patrimoine immatériel nécessitant une sauvegarde urgente
Le Rwanda ne compte aucun élément sur la liste du patrimoine immatériel nécessitant une sauvegarde urgente.

### Registre des meilleures pratiques de sauvegarde
Le Rwanda ne compte aucune pratique listée au registre des meilleures pratiques de sauvegarde.